# Tjietnjalisjaure
Tjietnjalisjaure är en sjö i Kiruna kommun i Lappland och ingår i Torneälvens huvudavrinningsområde. Sjön har en area på 0,163 kvadratkilometer och ligger 376,2 meter över havet. Tjietnjalisjaure ligger i Norra Torneträsk Natura 2000-område.

## Delavrinningsområde
Tjietnjalisjaure ingår i det delavrinningsområde (758642-164381) som SMHI kallar för Utloppet av Torneträsk. Medelhöjden är 466 meter över havet och ytan är 762,93 kvadratkilometer. Räknas de 170 avrinningsområdena uppströms in blir den ackumulerade arean 3 347,42 kvadratkilometer. Avrinningsområdets utflöde Torneälven (Kamajåkka) mynnar i havet. Avrinningsområdet består mestadels av skog (31 procent) och kalfjäll (23 procent). Avrinningsområdet har 334,08 kvadratkilometer vattenytor vilket ger det en sjöprocent på 43,8 procent.